# Gheorghe Dumitrescu

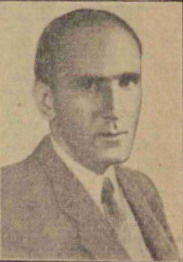
Gheorghe Dumitrescu, 1952

Gheorghe Dumitrescu (* 15. Dezember 1914 in Oteșani, Kreis Vâlcea; † 20. Februar 1996 in Bukarest) war ein rumänischer Komponist.
Der Bruder von Ion Dumitrescu studierte am Konservatorium von Bukarest bei Constantin Brăiloiu, Dimitrie Cuclin, Radu Lupu und Mihail Jora und wirkte dort seit 1951 als Professor für Harmonielehre. Er komponierte vier Opern, drei Sinfonien, ein Tongedicht, vier Oratorien, Chöre sowie Schauspiel- und Filmmusiken.
Gheorghe Dumitrescu war der Vater des beim Erdbeben von Vrancea 1977 ums Leben gekommenen Pianisten und Komponisten Tudor Dumitrescu.

## Werke
- Ion Vodă cel Cumplit (Fürst Ion der Schreckliche), Musikdrama nach einem Theaterstück von Laurențiu Fulga, 1955
- Decebal, Musiktragödie, 1957
- Răscoala (Der Aufstand), Musikdrama nach einem Roman von Liviu Rebreanu, 1959
- Fata cu garoafe (Das Mädchen mit den Nelken), Oper, 1961